# 山本西武
山本 西武（やまもと さいむ、1610年（慶長15年） - 1682年4月19日（天和2年3月12日））は、江戸時代前期の俳人。通称は九郎左衛門。京都生まれ。号は他に無外軒・風外軒・風外斎。

## 人物
生家は元神官で壬生に屋敷を持ち、数代居住したという。西武自身は綿商人を営んだ。1616年（元和2年）、7歳にして松永貞徳の私塾に入り、1620年（元和6年）から俳諧を始める。1629年（寛永6年）、20歳にして俳諧の亭主を務め、初めての式正の会を執り行う。貞徳から秘伝書を伝授され、1642年（寛永19年）『鷹筑波集』編集や式目書『久流留』を刊行するが、1653年（承応2年）の貞徳死後、安原貞室と後継者を争った。その後も貞門の古老として古風な俳風を守った。
没年は、1678年（延宝6年）説、1682年（天和2年）説、1685年（貞享2年）説など諸説あるが、『貞徳永代記』の記述から1682年（天和2年）が妥当とされる。辞世「夜の明て花にひらくや浄土門」。